# مئیر نیمنی
مئیر نیمنی (به انگلیسی: Meir Nimni) مدافع اهل اسرائیل است که از سال ۱۹۷۴ تا ۱۹۷۷ میلادی عضو تیم ملی فوتبال اسرائیل بوده و در ۲۴ بازی ملی حضور داشته است.